# باتريك كلوسن
باتريك كلوسن (بالدنماركية: Patrick Clausen)‏ هو دراج دنماركي، ولد في 2 يوليو 1990 في Hvidovre Municipality ‏ في الدنمارك.

## وصلات خارجية
- باتريك كلوسن على موقع الاتحاد الدولي للدراجات (الإنجليزية)
- باتريك كلوسن على موقع أرشيف الدراجات (الإنجليزية)
- باتريك كلوسن على موقع إحصائيات الدراجات الإحترافية (الإنجليزية)
- باتريك كلوسن على موقع نسبة الدراجات (الإنجليزية)